# Cementerio N° 2 de Valparaíso

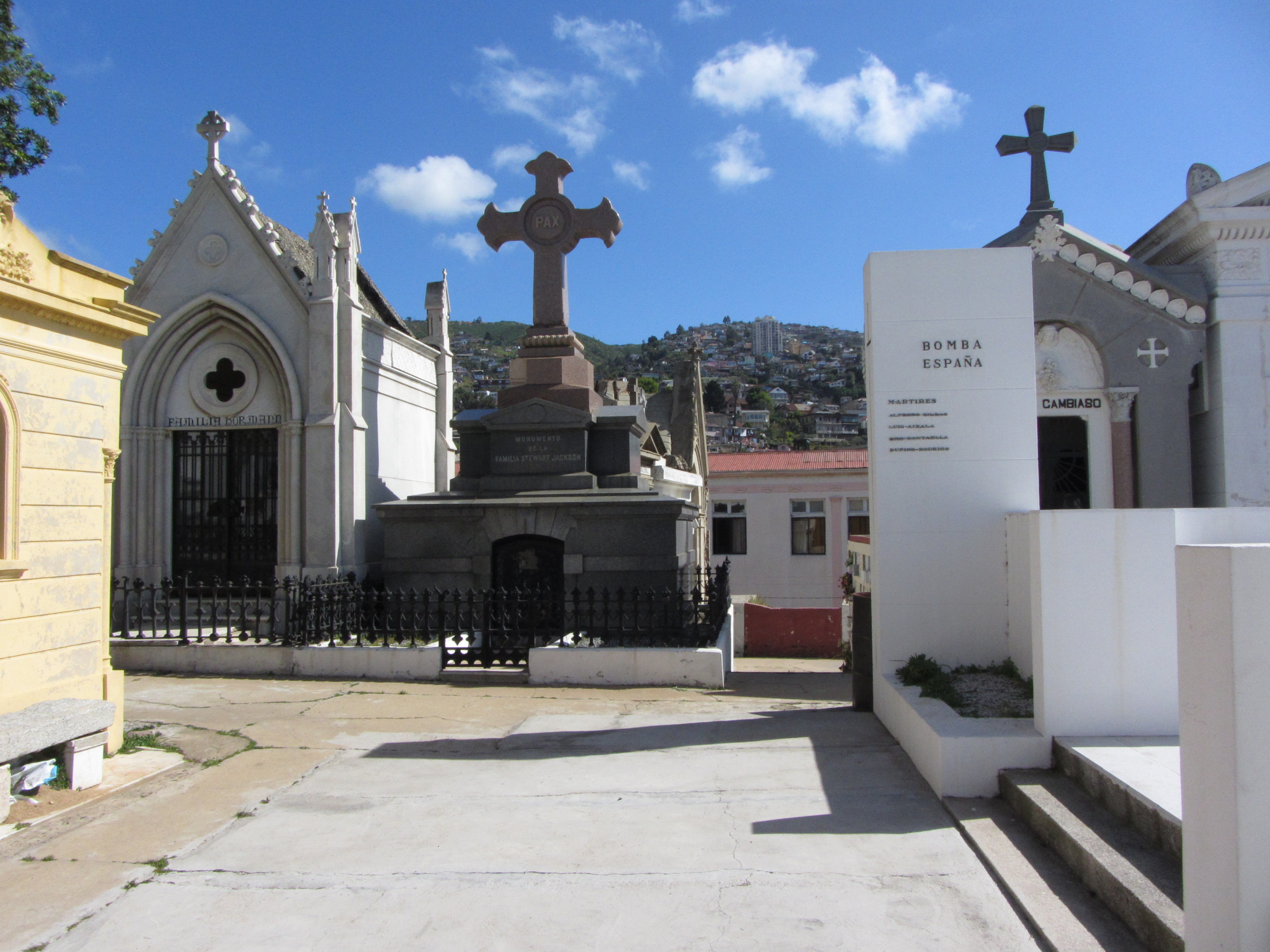
Interior del Cementerio N° 2.

El Cementerio N° 2 de Valparaíso es un cementerio ubicado en el cerro Panteón, al sur del Cementerio de Disidentes, en la ciudad de Valparaíso, Chile. Creado en 1845 como ampliación del Cementerio N° 1, fue declarado Monumento Nacional de Chile, en la categoría de Monumento Histórico, mediante el Decreto Exento n.º 1797, del 28 de noviembre de 2005.

## Historia
Para fines de los años 1830 el Cementerio N° 1 se hizo estrecho para recibir nuevos entierros, por lo que la Municipalidad de Valparaíso compró en 1840 terrenos de la quebrada Elías, a un costado de la planicie del cerro Panteón, a la familia Venegas para poder construir ahí una fosa común, que posteriormente en el año 1845, abrió como el Cementerio N° 2.
Con el inicio del funcionamiento del cementerio, se creó el reglamento de sepulturas de perpetuidad, que fue la base para el reglamento de los restantes cementerios. El acceso principal fue construido en la segunda década del siglo XX por el arquitecto suizo Augusto Geiger, mismo diseñador de la entrada principal del Cementerio N° 1.

## Descripción
El Cementerio N° 2 se ubica en la planicie del cerro Panteón, siendo el primero entrando al cerro desde el vecino cerro Cárcel por calle Cumming. Desde su costado nace la calle Dinamarca, única que rodea a los tres cementerios del cerro. Su fachada se compone por un atrio cubierto, de estilo neoclásico, rodeado de columnas dóricas.
Dentro de los personajes enterrados en el cementerio se encuentran el realizador del Ferrocarril Trasandino Mateo Clark, el médico Enrique Deformes, el filántropo Carlos Van Buren, y los marinos Luis Gómez Carreño y Manuel Señoret.
La Familia Wilms Montt, los Padres de la escritora y precursora del femenismo chileno Teresa Wilms Montt, Federico Guillermo Wilms y Brieba, su esposa Luz Victoria Montt y Montt, las hermanas de Teresa Carolina, Margarita y Carmen.